# 赵咨 (东汉)
赵咨（?—?），字文楚，东郡燕县（今河南省延津东北）人，东汉经学家。
其父赵畅，为经学博士。赵咨早年丧父，孤贫，以孝行闻名乡里。州郡征召他举孝廉，他不应孝廉之举。曾遭遇劫盗，他敛物奉送，劫盗惭愧而服。延熹元年（158年）被大司农陈奇荐举他至孝有道，为经学博士。汉灵帝初年，太傅陈蕃、大将军窦武被宦官所杀，他愤而称病去官。后来再举高第，太尉杨赐请他入幕府，转任敦煌郡太守，因病免官，率子孙躬耕度日。后拜东海国相，居官清廉，计日受俸，豪强害怕他的俭节。征为议郎，在京师洛阳去世。他批评汉代的厚葬之风，不合华夏传统，违背“自然之数”。推崇“王孙裸葬，墨夷露骸”的主张, 并在自然的生死观的基础上，提出了裸葬论。临死遗令薄葬：“薄敛素棺，籍以黄壤，欲令速朽，早归后土”。当时人称他明达。

## 延伸阅读
[在维基数据编辑]
 《後漢書·卷39》，出自范晔《後漢書》